# Krisztofer Horváth
Krisztofer Horváth, né le 8 janvier 2002 à Hévíz en Hongrie, est un footballeur international hongrois qui évolue au poste de milieu offensif au Újpest FC.

## Biographie

### En club
Né à Hévíz en Hongrie, Krisztofer Horváth commence le football avec le Hévíz SK avant de poursuivre sa formation au Zalaegerszeg TE. Il joue son premier match en professionnel avec ce club, le 25 mars 2018, lors d'une rencontre de championnat contre le Békéscsabai 1912 Előre. Il est titularisé et son équipe s'impose par un but à zéro.
Il poursuit sa formation en Italie en rejoignant la SPAL.
Le 25 septembre 2020, Krisztofer Horváth rejoint un autre club italien en s'engageant avec le Torino FC.
Le 10 août 2022, il est prêté par le Torino au Debreceni VSC.
Le 13 janvier 2023, Horváth est prêté jusqu'à la fin de la saison au Kecskeméti TE.
Le 8 avril 2023, il se fait remarquer lors d'une rencontre de championnat contre le Puskás Akadémia FC en réalisant un doublé. Il contribue ainsi à la victoire de son équipe (0-3 score final),.
Après avoir prolongé son contrat avec le Torino jusqu'en juin 2025, Horváth voit son prêt au Kecskeméti TE renouvelé pour une saison supplémentaire. Le club dispose d'une option d'achat sur le joueur.

### En sélection
En août 2023, Krisztofer Horváth est convoqué pour la première fois avec l'équipe nationale de Hongrie par le sélectionneur Marco Rossi, pour des matchs comptant pour les éliminatoires de l'Euro 2024. Il honore finalement sa première sélection avec la Hongrie le 10 septembre 2023, lors d'un match amical face à la Tchéquie. Il entre en jeu et les deux équipes se neutralisent (1-1 score final),.
En mai 2024, il est sélectionné par Marco Rossi pour participer à l'Euro 2024 avec la Hongrie.